# Slovenska nogometna zona 1972./73.
Slovenska nogometna zona u sezoni 1972./73. bilo je dvadeset i peto izdanje prvenstva Socijalističke Republike Slovenije. Ove sezone predstavljala je treći rang jugoslavenskog nogometnog sustava.
 Sudjelovalo je 12 klubova, a prvak je bio "Železničar" iz Maribora.

Za Ajzenponarje je to bio peti naslov, pritom računajući i dva naslova Ljubljanskog podsaveza.

## Novost
Skupština FSJ donijela je 30. lipnja 1973. odluku da se u sezoni 1973./74. drugoligaško natjecanje održi u dvije skupine: Istok i Zapad. Istočnu skupinu činili su klubovi Srbije (bez Vojvodine), Crne Gore i Makedonije, a zapadnu klubovi Vojvodine, Hrvatske, Bosne i Hercegovine i Slovenije. Sustav kvalifikacija bio je kompliciran. Poštivao se redoslijed na tablici od četiri skupine zaključno sa šestim mjestom, potom su bili važni drugoligaški plasmani klubova po republikama i pokrajinama, potom se računao plasman u treći rang, a potom su se igrale kvalifikacije.
U sezoni 1973./74. vraćena su prvenstva republika, pa će one podijeljene po zonama (Hrvatska, BiH i Srbija) postati jedinstvene lige, dok će Slovenija, Vojvodina, Kosovo, Crna Gora i Makedonija ostati nepromijenjene.

## Formiranje lige
- 2 momčadi (Ljubljana i Železničar Maribor) iz Druge savezne lige
- 8 momčadi (Ilirija Ljubljana, Drava Ptuj, Slavija Vevče, Koper, Kladivar Celje, Izola, Aluminij Kidričevo i Nafta Lendava) iz Slovenske zone
- 2 momčadi (Triglav Kranj i Kovinar Maribor) iz zonskih liga

## Ljestvica
| mj.    | klub               | ut. | pob. | ner. | por. | gol+ | gol- | gr  | bod |
| ------ | ------------------ | --- | ---- | ---- | ---- | ---- | ---- | --- | --- |
| 1.     | Železničar Maribor | 22  | 14   | 4    | 4    | 64   | 15   | +49 | 32  |
| 2.     | Ljubljana          | 22  | 11   | 7    | 4    | 38   | 24   | +14 | 29  |
| 3.     | Ilirija Ljubljana  | 22  | 11   | 5    | 6    | 45   | 33   | +12 | 27  |
| 4.     | Izola              | 22  | 8    | 10   | 4    | 27   | 25   | +2  | 26  |
| 5.     | Slavija Vevče      | 22  | 7    | 9    | 6    | 33   | 33   | 0   | 23  |
| 6.     | Drava Ptuj         | 22  | 9    | 5    | 8    | 28   | 28   | 0   | 23  |
| 7.     | Nafta Lendava      | 22  | 7    | 8    | 7    | 37   | 28   | +9  | 22  |
| 8.     | Kladivar Celje     | 22  | 7    | 6    | 9    | 33   | 39   | −6  | 20  |
| 9.     | Aluminij Kidričevo | 22  | 6    | 7    | 9    | 31   | 51   | −20 | 19  |
| 10.    | Koper              | 22  | 5    | 7    | 10   | 26   | 29   | −3  | 17  |
| 11.    | Kovinar Maribor    | 22  | 5    | 7    | 10   | 31   | 50   | −19 | 17  |
| 12.    | Triglav Kranj      | 22  | 2    | 5    | 15   | 27   | 55   | −28 | 9   |
|        |                    |     |      |      |      |      |      |     |     |
| Izvori |                    |     |      |      |      |      |      |     |     |

- Viši rang:
  - Železničar Maribor igrao je u kvalifikacijama protiv ljubljanskog Mercatora za plasman u Drugu saveznu ligu − Zapad. Nije uspio.[3][4]
- Ispali:
  - Triglav Kranj ispao je u niži rang
- Novi članovi:
  - Rudar Trbovlje iz Druge savezne lige, Slovan Ljubljana i Šmartno iz zonskih liga
- Napomena
  - U sljedećem izdanju liga je imala 14 članova

## Kvalifikacije

### Za popunu 2. savezne lige
- Mercator Ljubljana (8. mjesto u Drugoj saveznoj ligi – Zapad)
- Železničar Maribor (prvak Slovenske lige)

| Prva momčad | Ukupno | Druga momčad | 1. utakmica 14. srpnja 1973. | 2. utakmica 21. srpnja 1973. |
| ----------- | ------ | ------------ | ---------------------------- | ---------------------------- |
| Mercator    | 9:3    | Železničar   | 3:2                          | 6:1                          |

Obje momčadi ostaju u svojim ligama.

## Poveznice
- Slovenska republička liga
- Druga savezna liga 1972./73.
- Nogometno prvenstvo Jugoslavije – 3. ligaški rang 1972./73.
- Kvalifikacije za popunu Druge savezne lige 1973.

## Vanjske poveznice
- RSSSF - Slovenia - List of Final Tables 1946-1998
- Zbornik Medobčinske nogometne zveze Ljubljana 1920–2020